# Oligella foveolata
Oligella foveolata är en skalbaggsart som först beskrevs av Allibert 1844.  Oligella foveolata ingår i släktet Oligella, och familjen fjädervingar. Arten är reproducerande i Sverige.

## Bildgalleri

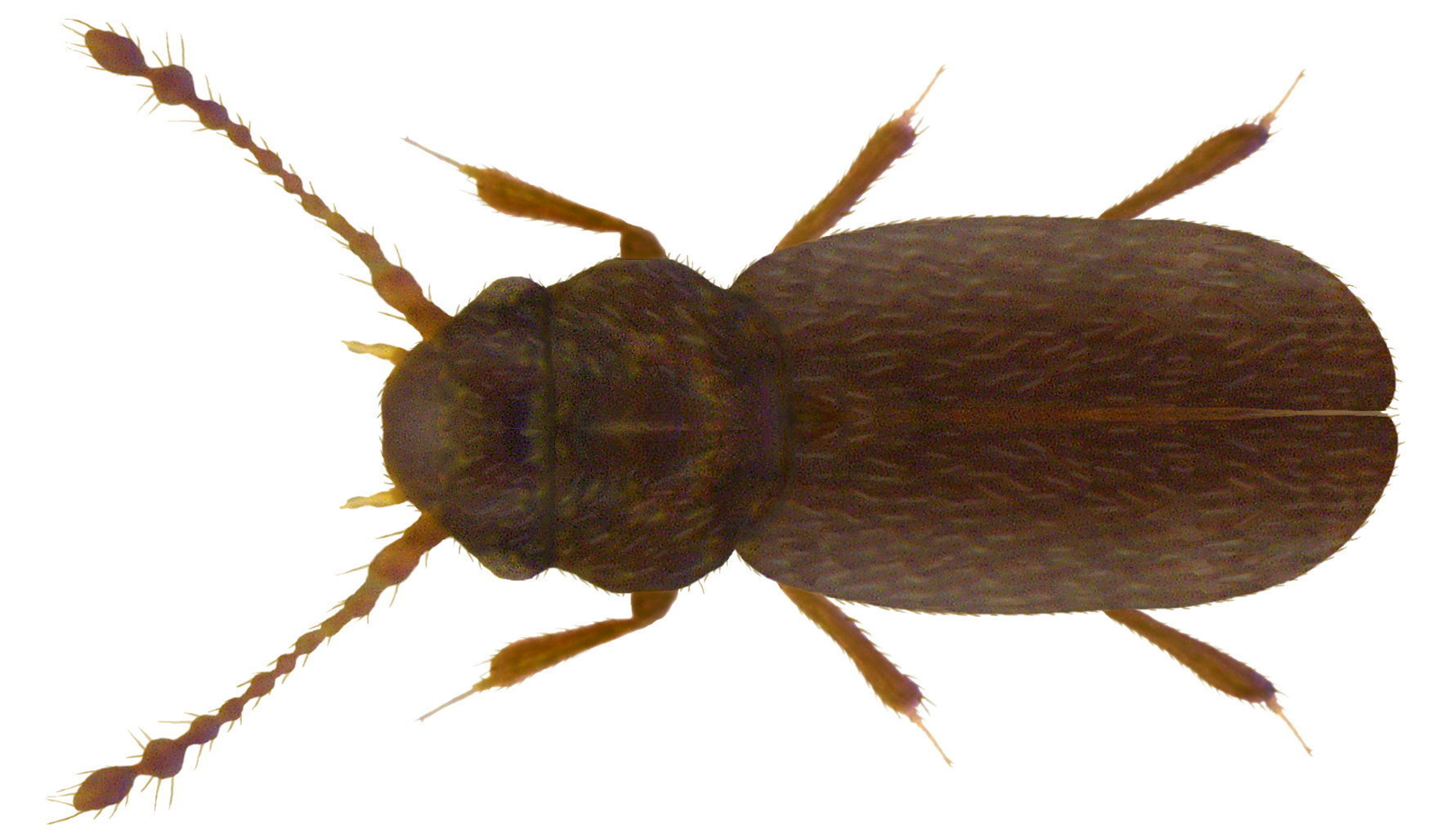
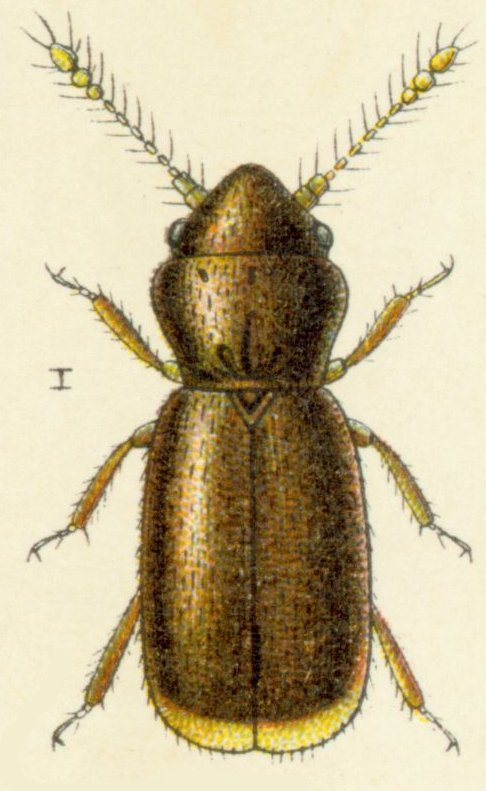